# النظام العالمي (كتاب)
كتاب النظام العالمي للدبلوماسي المشهور هنري كسنجر الصادر عن مؤسسه بنجوين نيويورك عام 2014. يحاول المؤلف أن يصوغ منظورا أكثر تفائلا في التعامل مع العلاقات الأمريكية الصينية. وقد لاقى الكتاب صدى وتحليلا واسعا لدى كل المحللين والسياسيين.
يتحدث أن أكثر ما يواجه العالم هو التحديات. ويحذر من ركون أمريكا إلى الانعزال عما يجري في العالم.
ويتحدث أيضا عن أمن الولايات المتحدة ولكن لم يحدد طبيعة هذا الأمن (المصدر صحيفة الشرق الأوسط دخول بتاريخ 21_9_2014).

## المصدر
- صحيفة البيان الإمارات بتاريخ 10 سبتمبر 2014 الصفحة 35